# Union Dale (Pensilvania)
Union Dale es un borough ubicado en el condado de Susquehanna, Pensilvania, Estados Unidos. Según el censo de 2020, tiene una población de 220 habitantes.

## Geografía
Union Dale está ubicado en las coordenadas 41°42′58″N 75°29′13″O / 41.71611, -75.48694.

## Demografía
Según la Oficina del Censo en 2000 los ingresos medios por hogar en la localidad eran de $28,375 y los ingresos medios por familia eran $33,125. Los hombres tenían unos ingresos medios de $30,125 frente a los $15,500 para las mujeres. La renta per cápita para la localidad era de $12,960. Alrededor del 17% de la población estaba por debajo del umbral de pobreza.